# Água Funda (romance)
Água Funda é o primeiro romance da escritora brasileira Ruth Guimarães, e foi publicado em 1946. É considerado o primeiro romance publicado por uma autora negra depois do término do escravidão no Brasil, em 1888.
É um romance narrado na terceira pessoa, por um narrador omnisciente.
A história passa-se na Fazenda Olhos D'Água, no sul de Minas Gerais, entre o fim do período escravocrata, no século XIX, e as primeiras décadas do século XX. 
Em 2018, a Editora 34 promoveu o relançamento da obra, que posteriormente foi incluída entre os títulos obrigatórios para o processo seletivo da Fuvest (Fundação Universitária para o Vestibular) em 2025, responsável pela seleção de ingressantes na USP. Além disso, o livro também figura na lista de leituras exigidas pela Universidade Federal do Rio Grande do Sul (UFRGS) e pela Universidade Federal do Mato Grosso do Sul (UFMS), ambas referentes ao ano de 2024.

## Personagens
- Mãe de Ouro - entidade espiritual
- Joca
- Curiango
- Inácio Bugre - índio independente da comunidade
- Sinhá Carolina (Nhá Baldeação)